# Pib (Roboter)
pib (Abkürzung für printable intelligent bot) ist ein frei verfügbarer, humanoider Open-Source-Roboter, der von der isento GmbH entwickelt wird. Das Besondere an pib ist, dass nahezu alle mechanischen Komponenten mit handelsüblichen 3D-Druckern selbst hergestellt werden können. Die Bauanleitungen, CAD-Daten und die Software sind öffentlich zugänglich, sodass jeder Interessierte seinen eigenen pib bauen und weiterentwickeln kann.

## Geschichte
Die Entwicklung von pib begann 2019 im Rahmen einer Masterarbeit, die sich ursprünglich mit der Entwicklung eines Roboterarms befasste. Aus dieser Arbeit entwickelte sich das pib-Projekt weiter und wurde am 4. April 2022 offiziell bei einer internen Veranstaltung der isento GmbH vorgestellt. Ziel des Projekts ist es, Robotik und Künstliche Intelligenz für alle zugänglich zu machen und eine offene Community rund um humanoide Roboter zu schaffen.
Die Bauanleitungen, 3D-Druckdaten und die Software stehen der Öffentlichkeit zur Verfügung, sodass Interessierte den Roboter selbst fertigen, programmieren und weiterentwickeln können. Der vollständige 3D-Ausdruck und Zusammenbau des Körpers kann mehrere Wochen in Anspruch nehmen, wobei der Austausch und die Weiterentwicklung von Elektronik und Software maßgeblich von der Community getragen werden.
Seit der Einführung wird pib kontinuierlich weiterentwickelt und wurde 2025 mit dem German Design Award ausgezeichnet.

## Konzept und Besonderheiten
pib ist als Open-Source-Plattform angelegt. Die mechanischen Bauteile können mit gängigen 3D-Druckern gefertigt werden, während die Elektronik auf handelsüblichen Komponenten wie dem Raspberry Pi basiert; seit 2024 ist auch der Raspberry Pi 5 einsetzbar. Neben der Maker-Community wird pib in zahlreichen Schulen und Bildungseinrichtungen eingesetzt, um praxisnahes Lernen in Robotik und KI zu ermöglichen. Die kontinuierliche Weiterentwicklung erfolgt in enger Zusammenarbeit mit einer aktiven Open-Source-Community.
Zu den Besonderheiten zählen:
- Austauschbare Elektronik und Sensorik
- Digitaler Zwilling für Simulationen und KI-Entwicklung
- Interaktives Gesicht durch ein Touchscreen-Display
- Dokumentation und offene CAD-Daten (z. B. via Onshape)[8][2]
- Einfache Montage und benutzerfreundliches Design
- Browserbasierte Steuerungssoftware mit grafischer Programmierung und Sprachsteuerung
- Dockerisierte Softwareumgebung für flexible Installation

### Dokumentation
Für Anwenderinnen und Anwender steht eine frei zugängliche Online-Dokumentation zur Verfügung. Diese enthält Anleitungen zur Einrichtung des Systems, Hinweise zur Softwareentwicklung sowie Informationen zu Entwicklungsstandards.

### Software
Die Steuerung des Pib-Roboters erfolgt über einen Einplatinencomputer vom Typ Raspberry Pi, auf dem ein Linux-basiertes Betriebssystem wie Raspberry Pi OS oder Ubuntu ausgeführt wird. Auf diesem Betriebssystem läuft das Robot Operating System 2 (ROS 2), ein Open-Source-Framework für die Entwicklung von Robotersoftware. ROS 2 ist kein eigenständiges Betriebssystem, sondern stellt eine Middleware bereit, die Kommunikation, Steuerung und Datenverarbeitung zwischen verschiedenen Softwarekomponenten ermöglicht.
Die Pib-spezifische Steuerungssoftware trägt den Namen „Cerebra“. Cerebra basiert auf ROS 2 und besteht aus einer modernen Weboberfläche, die mit dem Framework Angular entwickelt wurde. Die Webanwendung ermöglicht die Konfiguration und Steuerung des Roboters und wird automatisch mit dem Pib-Setup installiert. Die Kommunikation mit den Roboterkomponenten erfolgt über das Pib-Backend, das wiederum mit den ROS 2-Nodes interagiert. Zur einfachen Installation und plattformübergreifenden Nutzung wird die Softwareumgebung von Pib in Docker-Containern bereitgestellt. Dies ermöglicht eine reproduzierbare und isolierte Ausführung der Software unabhängig vom zugrunde liegenden Betriebssystem.

## Community und Open-Source-Gedanke
Im Mittelpunkt von pib steht eine aktive Open-Source-Community: Technikbegeisterte, Studierende, Lehrkräfte und Unternehmen beteiligen sich an der Entwicklung, teilen eigene Erweiterungen und tauschen Erfahrungen aus. Beiträge wie Quellcode, CAD-Modelle und Anleitungen werden über Plattformen wie GitHub und bei regelmäßigen Meetups veröffentlicht und diskutiert. Darüber hinaus bietet der offizielle Discord-Kanal der Community die Möglichkeit zum direkten Austausch, Support und zur Zusammenarbeit.

## Einsatz in der Bildung
Mit pib.Education (ehemals pib@school) existiert ein spezielles Programm, um Robotik, 3D-Druck und Künstliche Intelligenz praxisnah in Schulen und anderen Bildungseinrichtungen zu vermitteln. Lehrkräfte erhalten didaktisch aufbereitete Materialien, und Schüler können im Rahmen von Projekten, Arbeitsgemeinschaften oder Wahlkursen praktische Erfahrungen sammeln.

## Technische Details
- Mechanik: 3D-gedruckte Teile, modularer Aufbau
- Elektronik: Raspberry Pi, Sensoren, Motoren
- Software: Open-Source, anpassbar für verschiedene Anwendungen[18]
- Simulation: Digitaler Zwilling für KI- und ML-Experimente[1][8]

## Verbreitung und Einsatzorte
Der pib-Roboter wird seit seiner Einführung an einer Vielzahl von Bildungseinrichtungen in Deutschland eingesetzt, insbesondere an weiterführenden Schulen und Gymnasien. Die ersten beiden Schulen, die pib gebaut und im Unterricht eingesetzt haben, sind das Hans-Sachs-Gymnasium in Nürnberg und das Gymnasium Ernestinum in Coburg. Beide nutzen pib im Rahmen von Projektseminaren. Darüber hinaus wird pib deutschlandweit und zunehmend international an Schulen eingesetzt, um Schülerinnen und Schüler praxisnah an Themen wie Robotik, 3D-Druck und Künstliche Intelligenz heranzuführen.
Neben dem Einsatz in Schulen wird PIB auch in Maker-Communities, Medienzentren und Forschungsprojekten genutzt. Das offene Design und die quelloffene Software ermöglichen es Technikbegeisterten, Studierenden und Forschenden, den Roboter individuell zu erweitern und weiterzuentwickeln.
Eine Übersichtskarte auf der offiziellen PIB-Website zeigt, wo der Roboter eingesetzt wird. Nutzerinnen und Nutzer können eigene Standorte eintragen, um die Verbreitung von PIB sichtbar zu machen.